# Anna Prohaska

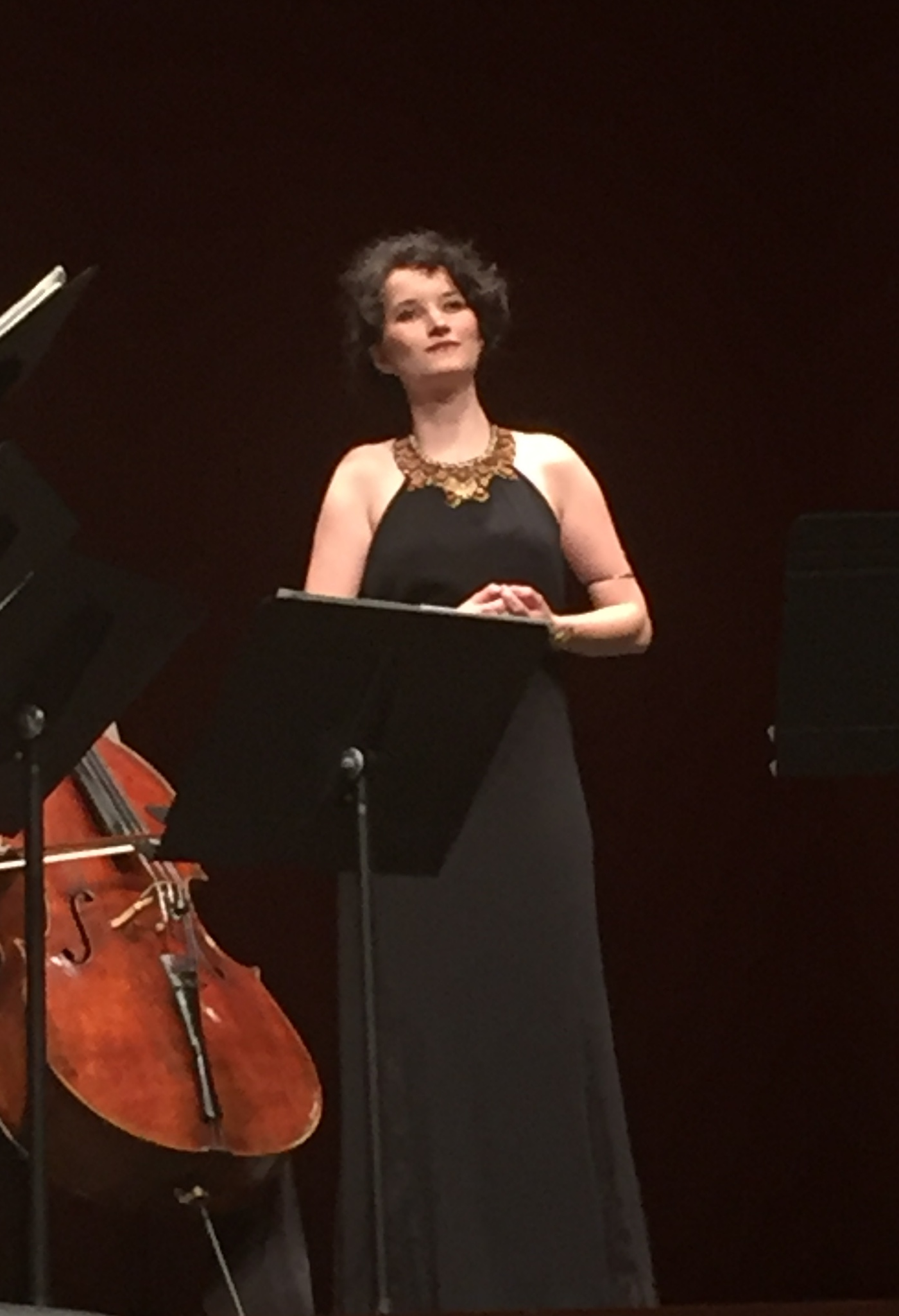
Anna Prohaska (2016)

Anna Prohaska (* 27. Juni 1983 in Neu-Ulm) ist eine österreichisch-britische Sängerin im Stimmfach Sopran.

## Biografie
Anna Prohaska wurde 1983 in Neu-Ulm als Tochter einer britisch-irischen Sängerin und Historikerin und des damaligen Ulmer Oberspielleiters und Opernregisseurs Andreas Prohaska  geboren. Ihr Großvater war der Dirigent Felix Prohaska; ihr Urgroßvater der Komponist Carl Prohaska. Ab dem Alter von sechs Jahren wuchs sie in Wien auf und zog dann zusammen mit ihren Eltern nach Berlin. Hier war Generalmusikdirektor Eberhard Kloke ihr privater Musiklehrer, außerdem sang sie zunächst im Kinderchor und später in der „Singflut“, einem weiteren Chor der katholischen Kirchengemeinde St. Ludwig in Berlin-Wilmersdorf. Später waren Norma Sharp, Brenda Mitchell und Wolfram Rieger an der Hochschule für Musik „Hanns Eisler“ Berlin ihre Lehrer auf dem Weg als Sängerin.
Seit 2006 ist Prohaska Ensemblemitglied der Staatsoper Unter den Linden. 2009 wirkte sie erstmals an den Salzburger Osterfestspielen und Salzburger Festspielen mit den Berliner Philharmonikern in Oper- und Liedprogrammen.
Bei der Eröffnung der Salzburger Festspiele am 27. Juli 2012 sang sie die Motette Exsultate, jubilate von Wolfgang Amadeus Mozart, nachdem sie am Abend zuvor erfahren hatte, dass sie für die erkrankte chinesische Sopranistin Sen Guo einspringen sollte.
Von der Saison 2012/13 bis 2014/15 war Anna Prohaska Künstlerin der Reihe „Junge Wilde“ am Konzerthaus Dortmund.
Sie arbeitete mit den Regisseuren Harry Kupfer und Christoph Schlingensief und den Dirigenten Mariss Jansons, Claudio Abbado, Daniel Barenboim, Pierre Boulez, Simon Rattle und René Jacobs zusammen.
Ihr zehn Jahre älterer Bruder ist der Tenor Daniel Prohaska.
Anna Prohaska lebt in Berlin.

## Auszeichnungen
- 2003: Auswahl für die Académie européenne de musique in Aix-en-Provence
- 2005: Hanns-Eisler-Preis für Komposition und Interpretation zeitgenössischer Musik
- 2006: Auswahl für die Internationale Händel-Akademie Karlsruhe
- 2008: Daphne-Preis
- 2010: Schneider-Schott-Musikpreis Mainz
- 2012: Echo Klassik in der Sparte Nachwuchskünstlerin (Gesang) für ihr Album Sirène (erschienen bei Deutsche Grammophon/Universal)[4]
- 2014: Österreichischer Musiktheaterpreis – Goldener Schikaneder in der Kategorie beste weibliche Nebenrolle für ihre Rolle in Fidelio am Theater an der Wien[5]
- 2016: Kunstpreis Berlin[6]
- 2017: International Classical Music Award (ICMA), Kategorie „Barock vokal“, für Serpent & Fire.[7]
- 2024: Opus Klassik Sängerin des Jahres.[8]

## Diskografie (Auswahl)
- Serpent & Fire. Purcell, Graupner, Sartorio, Locke, Händel, Hasse, Cavalli u. a. Anna Prohaska, Il Giardino Armonico, Giovanni Antonini. Alpha.[9]
- Rufus Wainwright: Take all my loves. (Basierend auf Shakespeare-Gedichten). Deutsche Grammophon, 2016.
- Behind the Lines – Soldatenlieder 1914–2014. Mit Eric Schneider, Klavier. Deutsche Grammophon, 2014.
- Enchanted Forest. Arien und Instrumentalwerke von Antonio Vivaldi, Georg Friedrich Händel, Henry Purcell, Francesco Cavalli und Claudio Monteverdi. Mit dem Ensemble „Arcangelo“ unter Jonathan Cohen. Deutsche Grammophon, 2013.
- Bernd Alois Zimmermann: Initiale. Lieder und frühe Kammermusik. Mit Cordelia Höfer, Alessandro Cappone, Rachel Schmidt und Trio Berlin. WERGO, 2011.
- Georg Friedrich Händel: Saul. (Merab). Dresdner Kammerchor, Dresdner Barockorchester, Hans-Christoph Rademann. Carus, Leinfelden-Echterdingen 2011.
- Sirène. Lieder von Gustav Mahler, Claude Debussy, Henry Lawes, John Dowland, Joseph Haydn, Franz Schubert, Georges Bizet, Karol Szymanowski, Robert Schumann, Gabriel Fauré, Hugo Wolf, Arthur Honegger, Felix Mendelssohn Bartholdy, Antonín Dvořák. Mit Eric Schneider, Klavier. Deutsche Grammophon, 2011.
- Giovanni Battista Pergolesi: Stabat Mater. Mit Bernarda Fink, Akademie für Alte Musik Berlin, Bernhard Forck. Harmonia Mundi France, 2009.
- Bach: Redemption mit der Lautten Compagney unter Leitung von Wolfgang Katschner, Alpha Classics, 2020.
- Maria Mater Meretrix mit der Camerata Bern und Patricia Kopatchinskaja, Alpha Classics, 2023.[10]